# Abraham Teniers
Pour les articles homonymes, voir Teniers.
Abraham Teniers (Anvers, 1629 - 1670) est un peintre et graveur flamand spécialisé dans les peintures de genre de villages, d'auberges et de scènes de singes. Il fait partie de la famille d’artistes Teniers, qui s’est fait connaître au XVIIe siècle. Il a aussi été actif en tant qu'éditeur.

## Biographie
Abraham Teniers est né à Anvers, où il a été baptisé le 1er mars 1629. Il était le fils du célèbre peintre de genre David Teniers l'Ancien et de Dymphna Cornelisse de Wilde (également appelée « Dymphna Hendrikx »),. Trois de ses frères sont également des peintres : David Teniers le Jeune (1610-1690) qui a connu le plus de succès de la dynastie des peintres Teniers, Juliaan III (1616-1679) et Theodoor (1619-1697)
Abraham Teniers a probablement été formé par son père, avec son frère aîné David,. Il se fait reconnaître en 1645 et est admis comme wijnmeester (c'est-à-dire « fils d'un maître ») dans la guilde de Saint-Luc d'Anvers en 1646,.
Abraham épouse Isabelle de Roore le 16 juillet 1644. Il est capitaine de la schutterij locale (milice civile) d'Anvers. Il a été actif dans la chambre de rhétorique locale appelée « De Olijftak » (« branche d'olivier ») où il a été reçu en tant que capitaine en 1660. L'année de la Guilde 1661-1662, Franciscus Bock est enregistré comme son élève.
Comme son frère David avant lui, Abraham a été récompensé par le tribunal de Bruxelles et l'archiduc autrichien Léopold-Guillaume de Habsbourg, grand amateur d'art - alors gouverneur du sud des Pays-Bas et habitant à Bruxelles - l'a nommé peintre de la cour.
Abraham est mort à Anvers.

## Œuvre

### Scènes de genre de village
Abraham Teniers est principalement connu pour ses scènes de genre, en particulier pour des cartons de tapisserie, qui représentent des thèmes et sont exécutées dans un style qui ne diffère pas de ceux de son père et de son frère David, qui sont ses professeurs présumés. Ses sujets de prédilection étaient les villages avec des paysans dansant ou jouant de la musique, des auberges où des paysans se livraient à des scènes de boisson, de nourriture, de tabac et de singe.

Scènes de genre de village
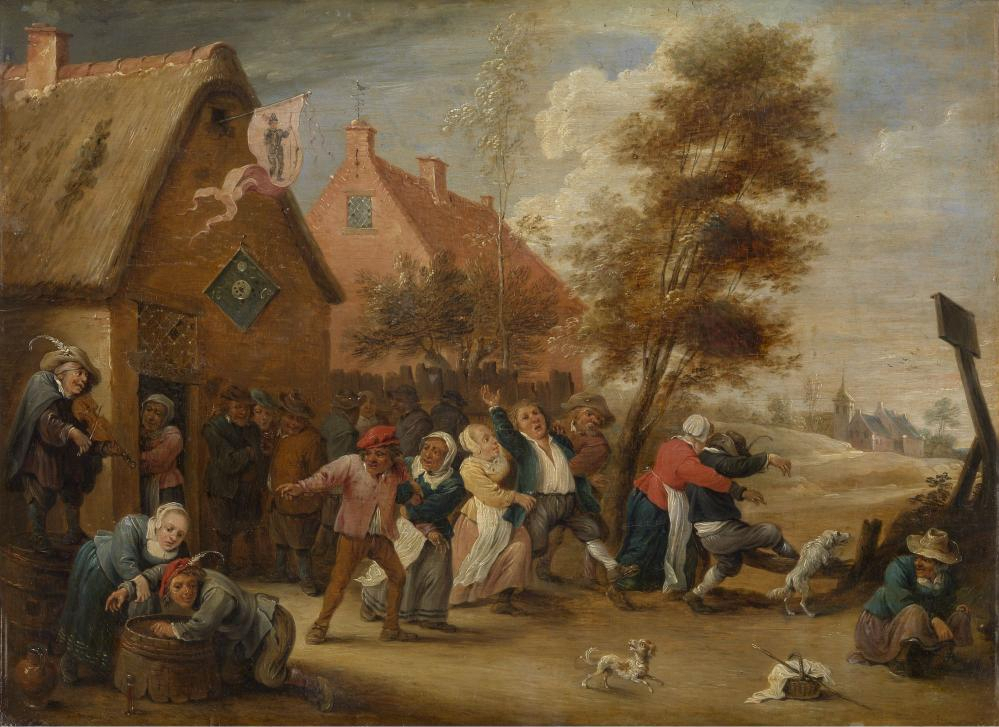
Fête rurale (1641, musée royal des beaux-arts d'Anvers).
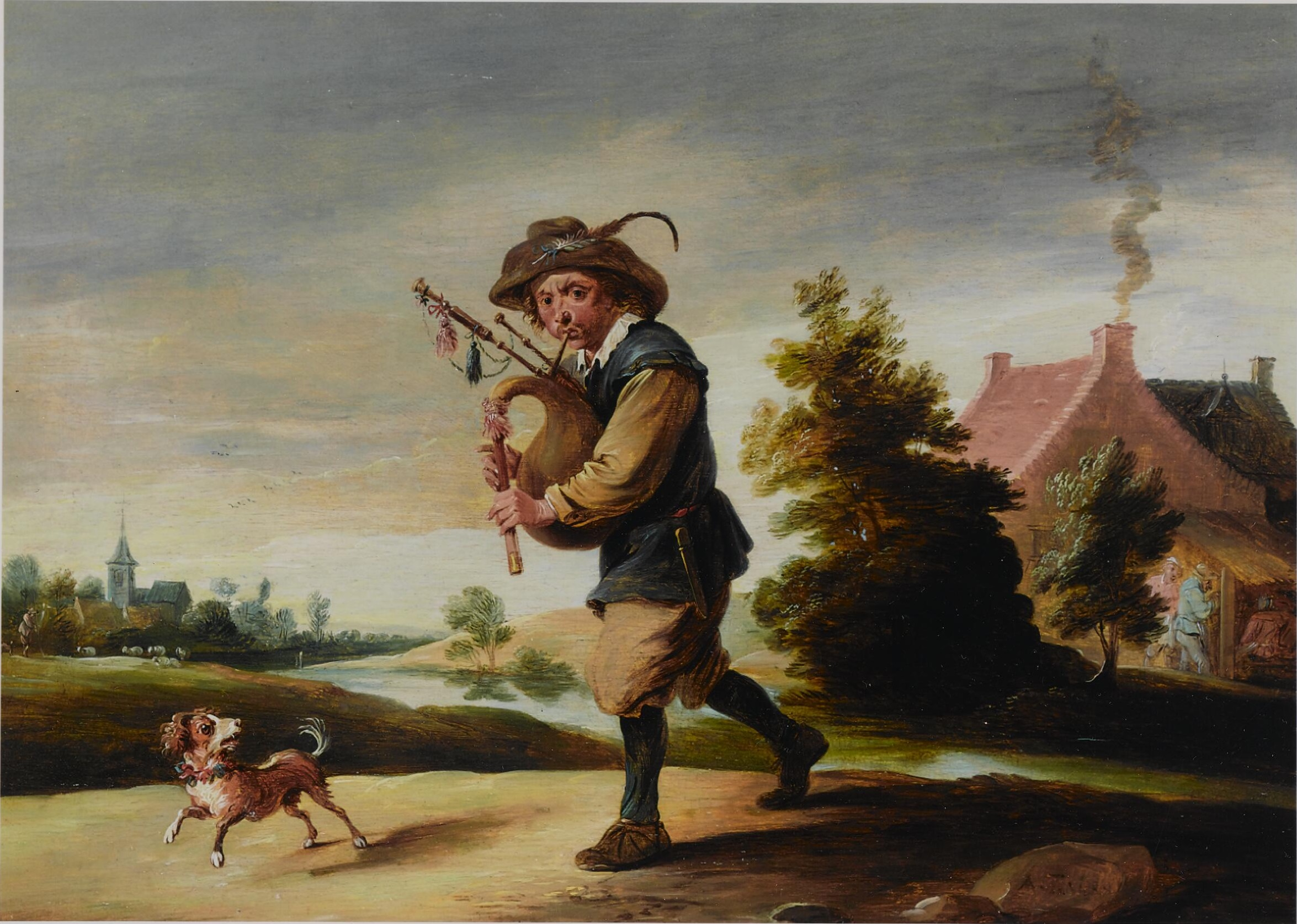
Un malotru jouant de la cornemuse dans un paysage (entre 1644 et 1670, coll. privée).
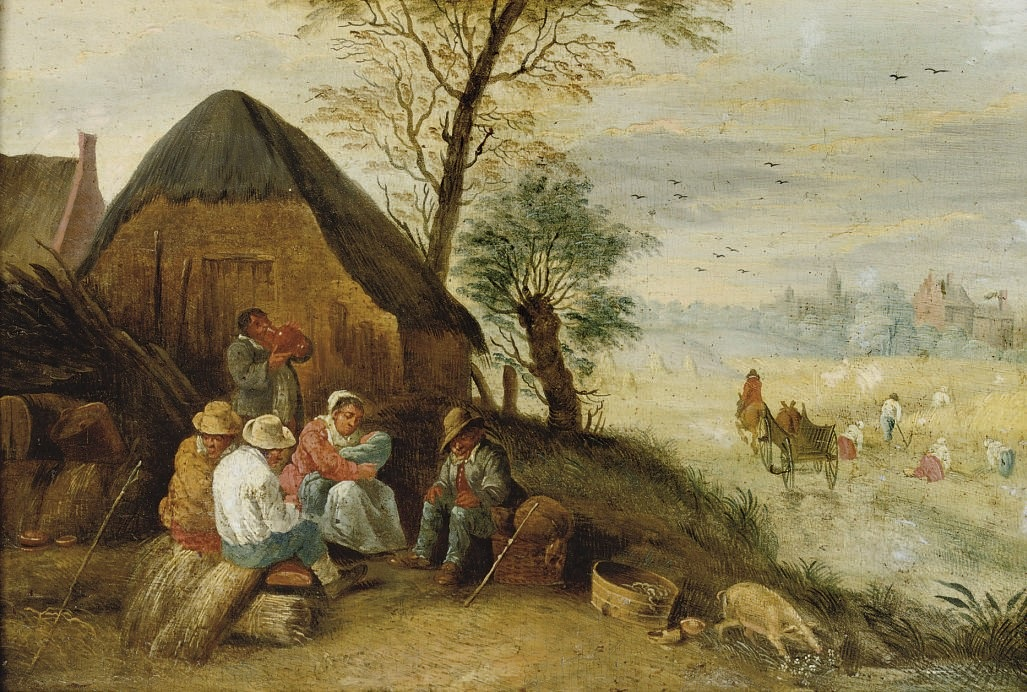
Paysans se reposant pendant la récolte (n. d., coll. privée).
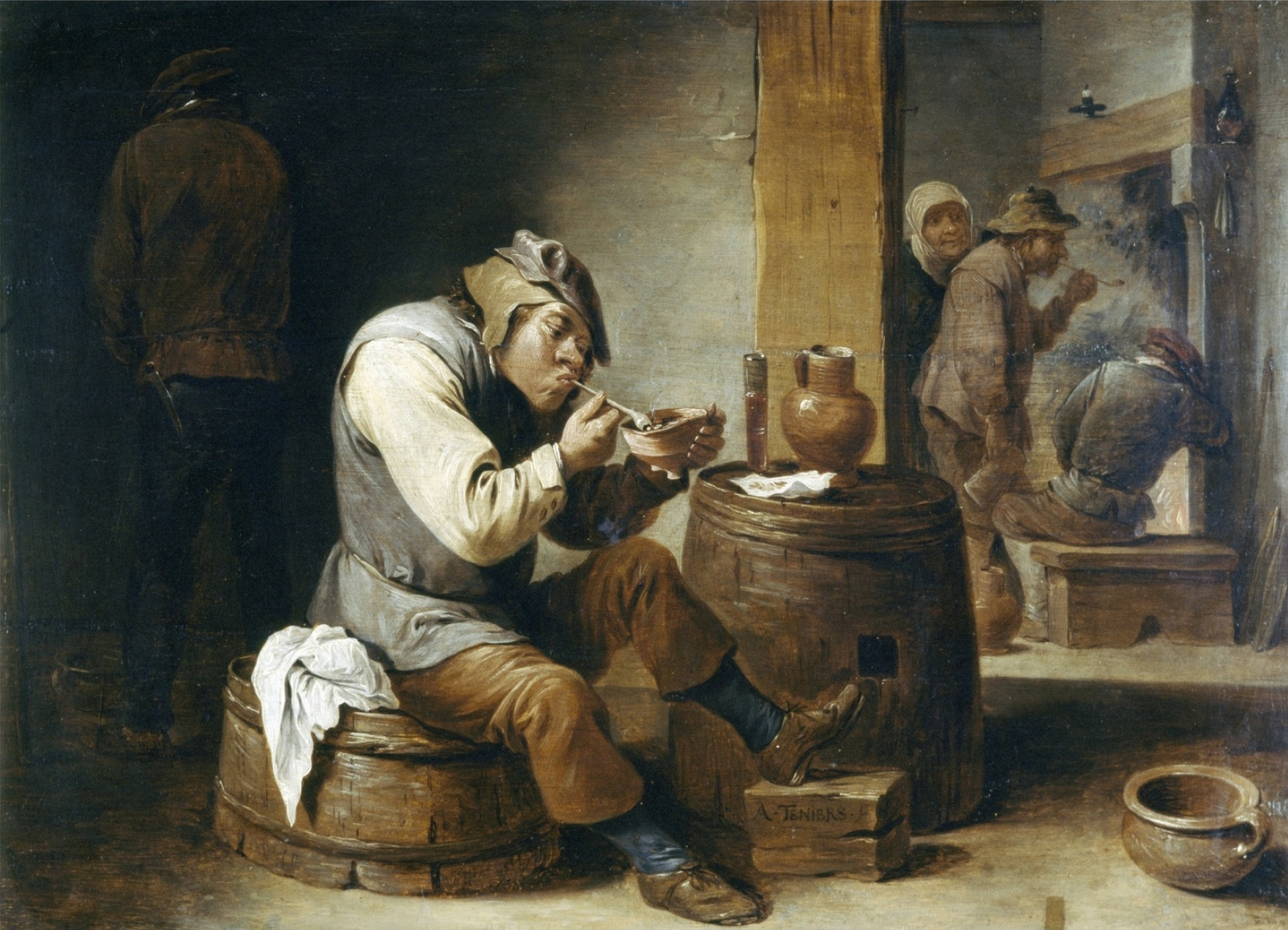
Fumeurs et buveurs (n. d., Palazzo Rosso).

### Scènes de salle des gardes
Si les attributions du musée du Prado sont correctes, Abraham peint deux scènes de salle des gardes qui se trouvent maintenant dans les collections du musée madrilène. Une scène de garde est un type de scène de genre qui est devenu populaire au milieu du XVIIe siècle, en particulier dans les Provinces-Unies. En Flandre, il y avait aussi quelques praticiens du genre, dont David Teniers le Jeune, Antoine Goubeau, Cornelis Mahu (en) et Jan Baptist Tijssens le Jeune (en).
Une salle des gardes représente généralement une scène intérieure avec des officiers et des soldats en train de faire la fête. Les scènes de salles des gardes comprenaient souvent des mercenaires et des prostituées partageant butin, harcelant des captifs ou se livrant à d'autres formes d'activités répréhensibles. La première scène de salle des gardes attribuée à Abraham Teniers représente une salle des gardes avec un serviteur noir et un tas d'armes, une selle et un étendard de guerre au premier plan et des soldats rassemblés autour d'un feu à l'arrière-plan.
Dans la deuxième scène de la salle des garde attribuée à Abraham Teniers, la salle des gardes est dominée par le fouillis d'armures métalliques disjointes, de plaques de poitrine, d'un tambour, d'armes et de casques au premier plan pendant que les soldats paysans fumant une pipe ou buvant devant une cheminée sont conservés dans l'ombre à l'arrière-plan de l'image. L'armure représentée sur les deux tableaux n'était déjà plus utilisée à l'époque où elle a été peinte, car les armures en métal, les plaques de poitrine et les casques sont devenus inutilisables à partir des années 1620. Il est possible que, conformément à l'intention moralisante du genre, l'armure soit en fait un motif de vanité de la fugacité du pouvoir et de la gloire.

Scènes de salle des gardes
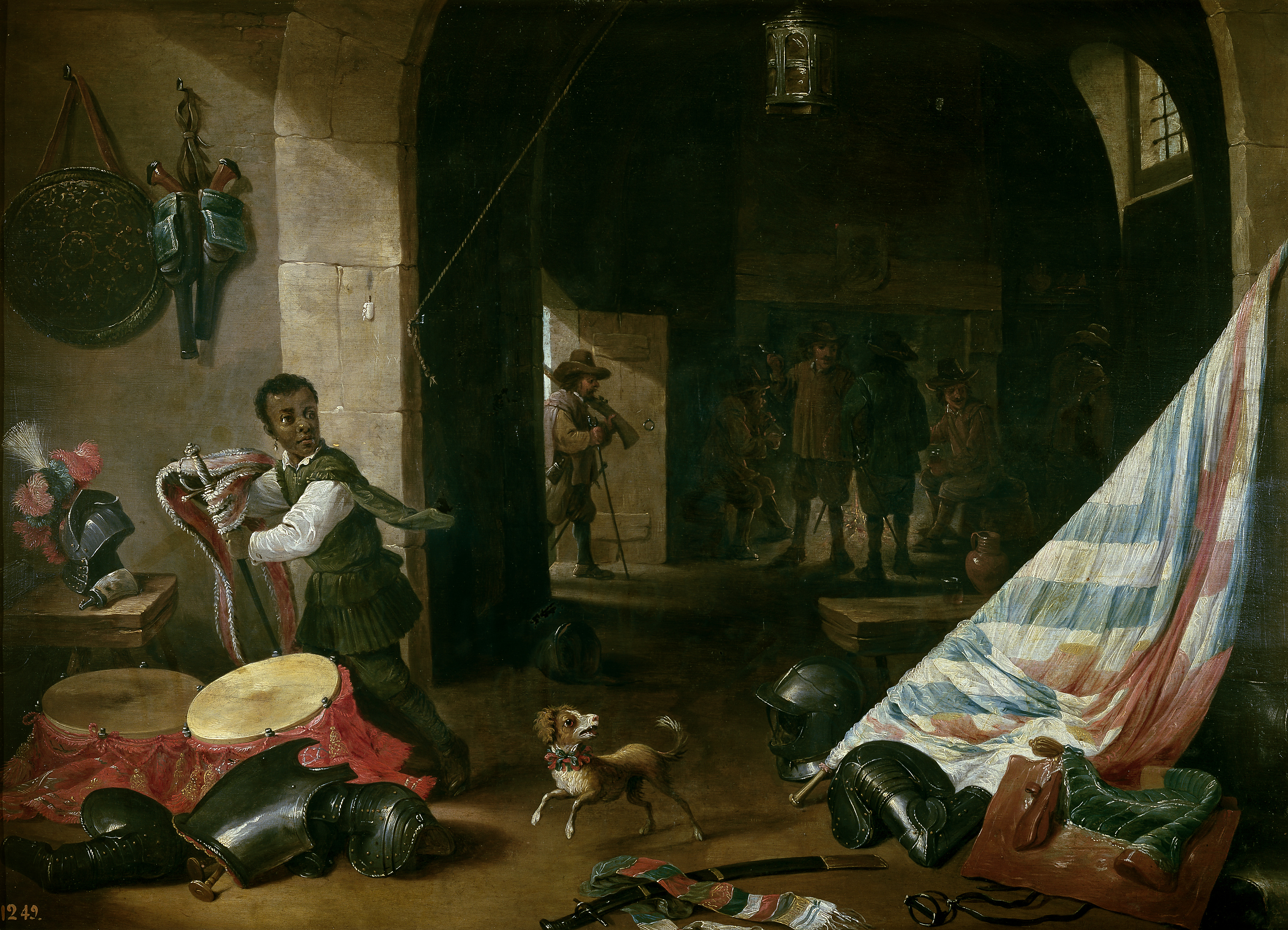
Sa première salle des gardes (n. d., musée du Prado).
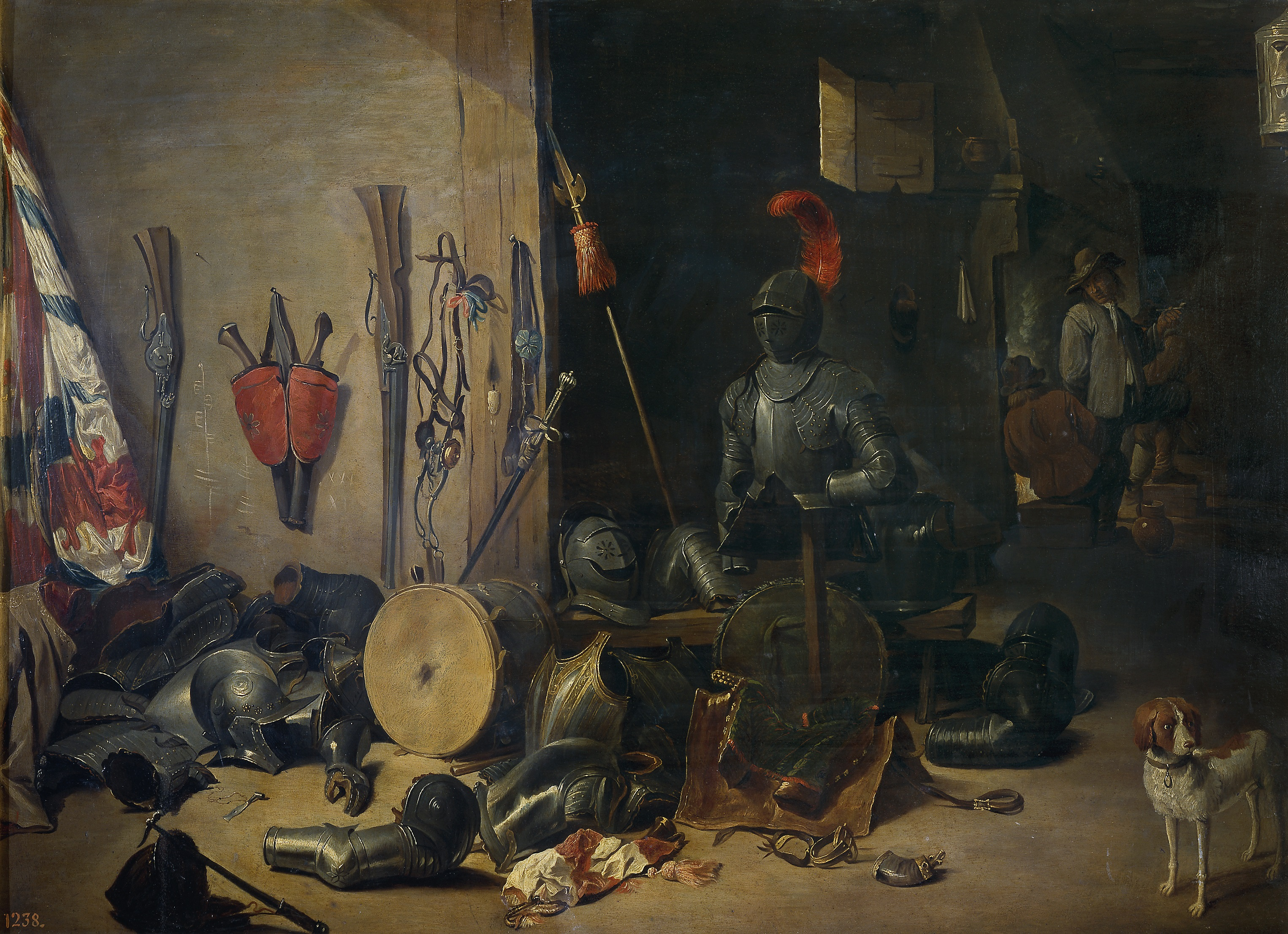
Sa deuxième salle des gardes (entre 1650 et 1670, musée du Prado).

### Singeries
Abraham Teniers a contribué à la diffusion du genre de la « scène de singe », également appelée « singerie ». Les scènes comiques avec des singes vêtus d'une tenue humaine dans environnement humain sont un genre pictural qui a été initié dans la peinture flamande au XVIe siècle. Vers 1575, le graveur flamand Pieter van der Borcht introduit la singerie en tant que thème indépendant dans une série de gravures fortement ancrées dans la tradition artistique de Pieter Bruegel l'Ancien. Ces gravures ont été largement diffusées et le thème a ensuite été repris par d'autres artistes flamands, notamment par des artistes anversois tels que Frans Francken le Jeune, Jan Brueghel l'Ancien et le Jeune, Sebastiaen Vrancx et Jan van Kessel l'Ancien.
David Teniers le Jeune est devenu le principal pratiquant du genre et l'a développé avec son frère cadet Abraham. Les deux frères ont su répondre aux goûts du marché de l'art et ont ainsi contribué à la diffusion du genre en dehors de la Flandre. Plus tard au XVIIe siècle, des artistes comme Nicolaes van Verendael, principalement connu pour ses peintures sur les natures mortes de fleurs, commencèrent également à peindre des « scènes de singe ».

Singeries
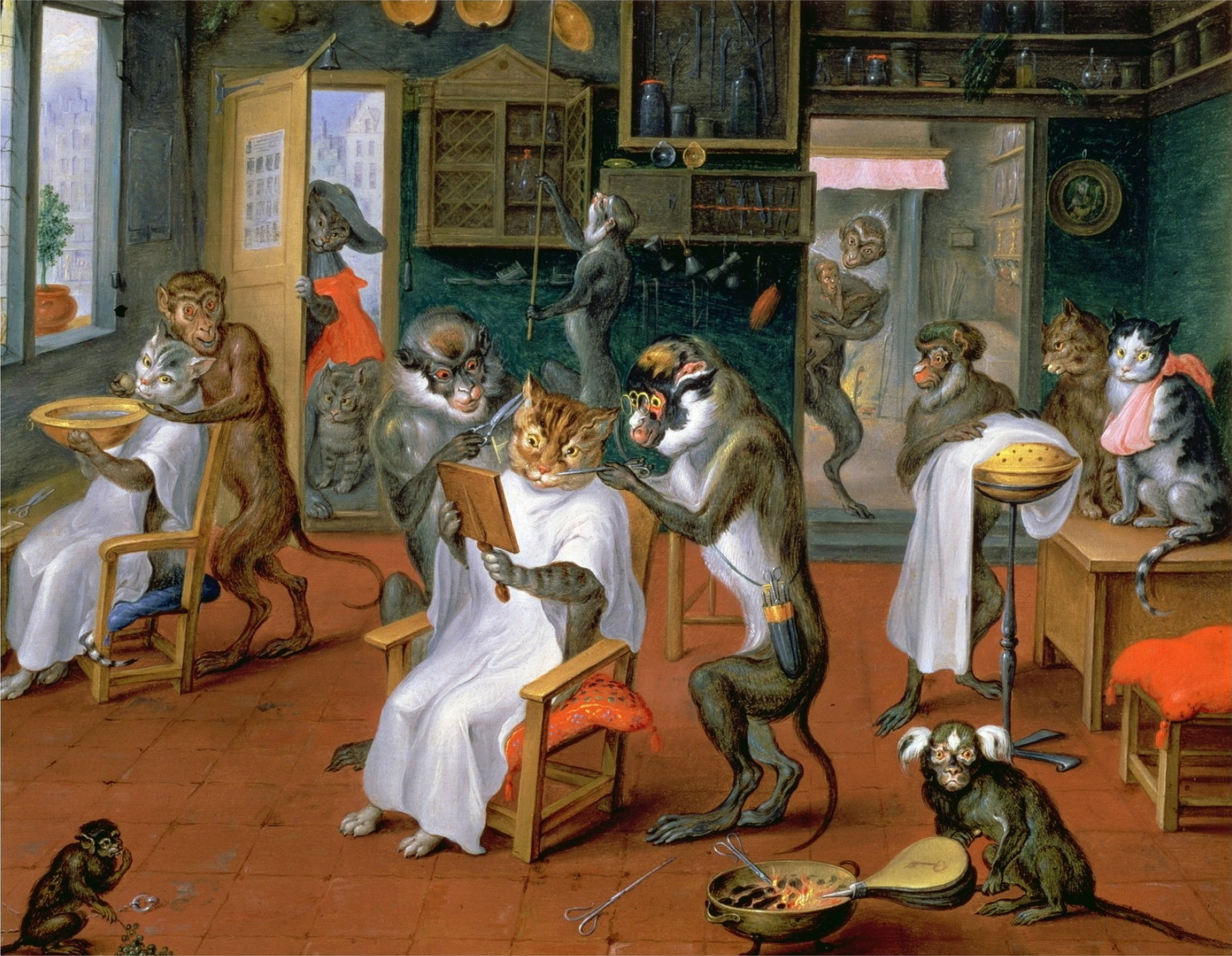
Barbier avec singes et chats (entre 1633 et 1667, musée d'Histoire de l'art de Vienne)
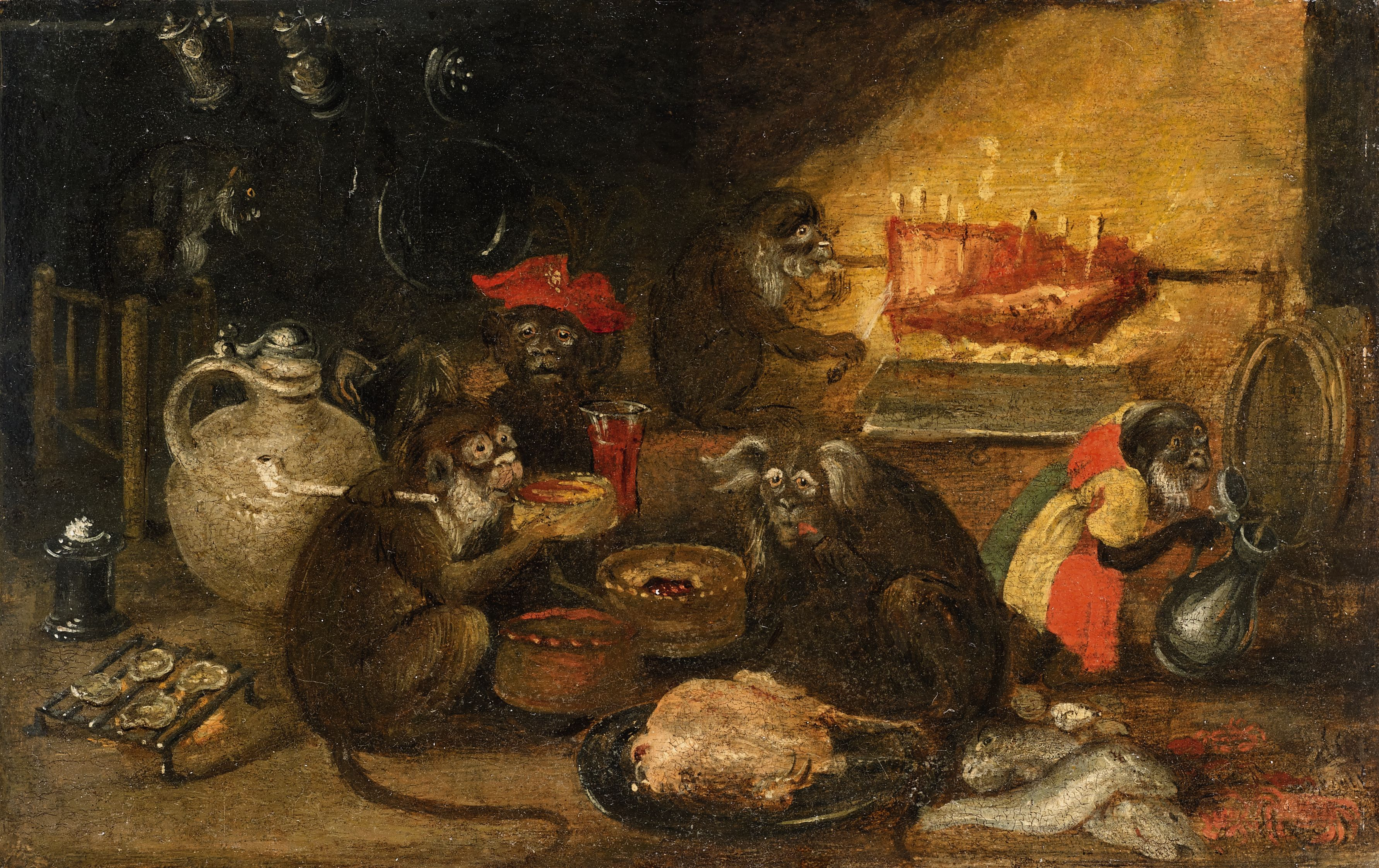
Une corporation de singes (n. d., coll. privée)
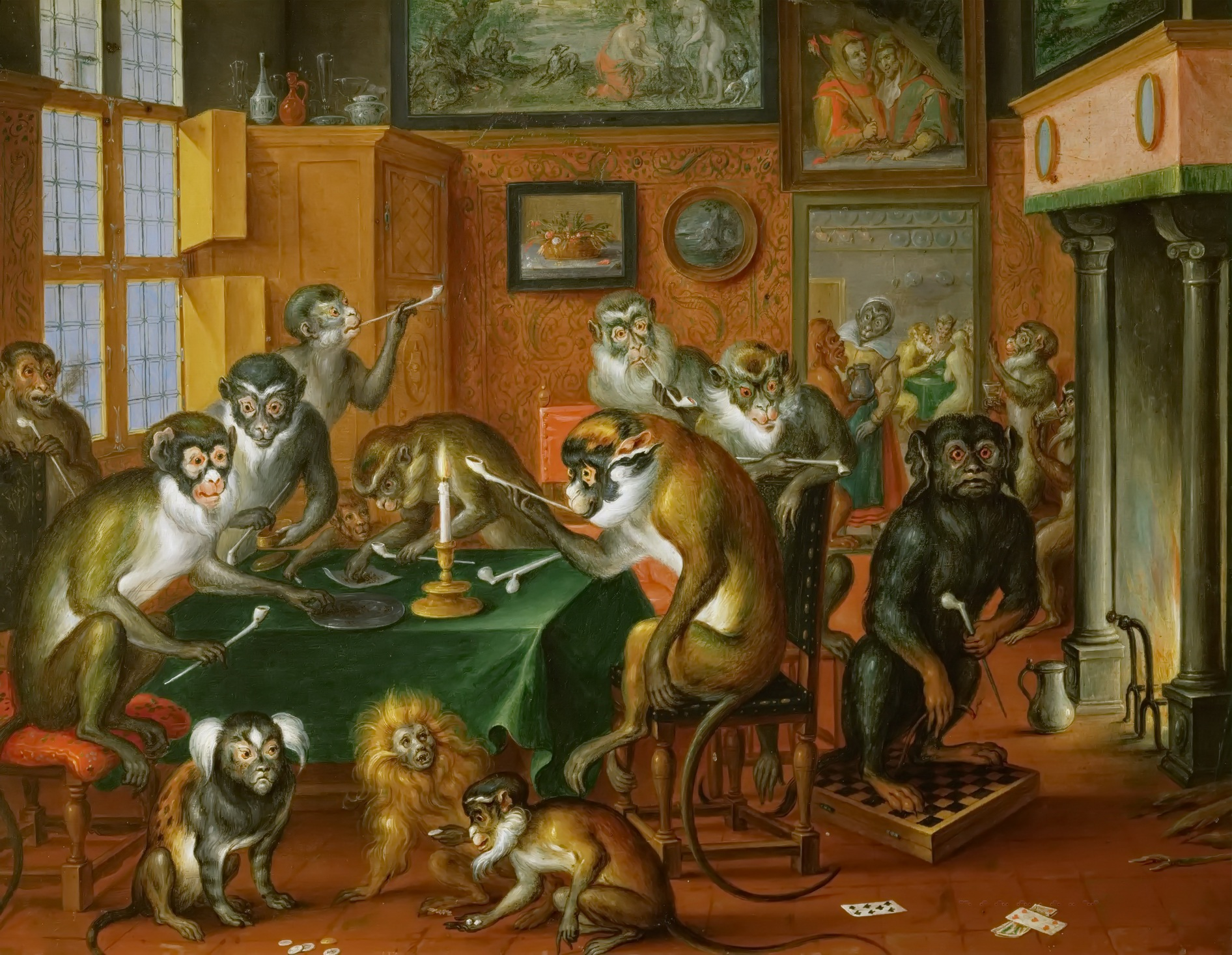
Société de tabac avec singes (n. d., musée d'Histoire de l'art de Vienne)
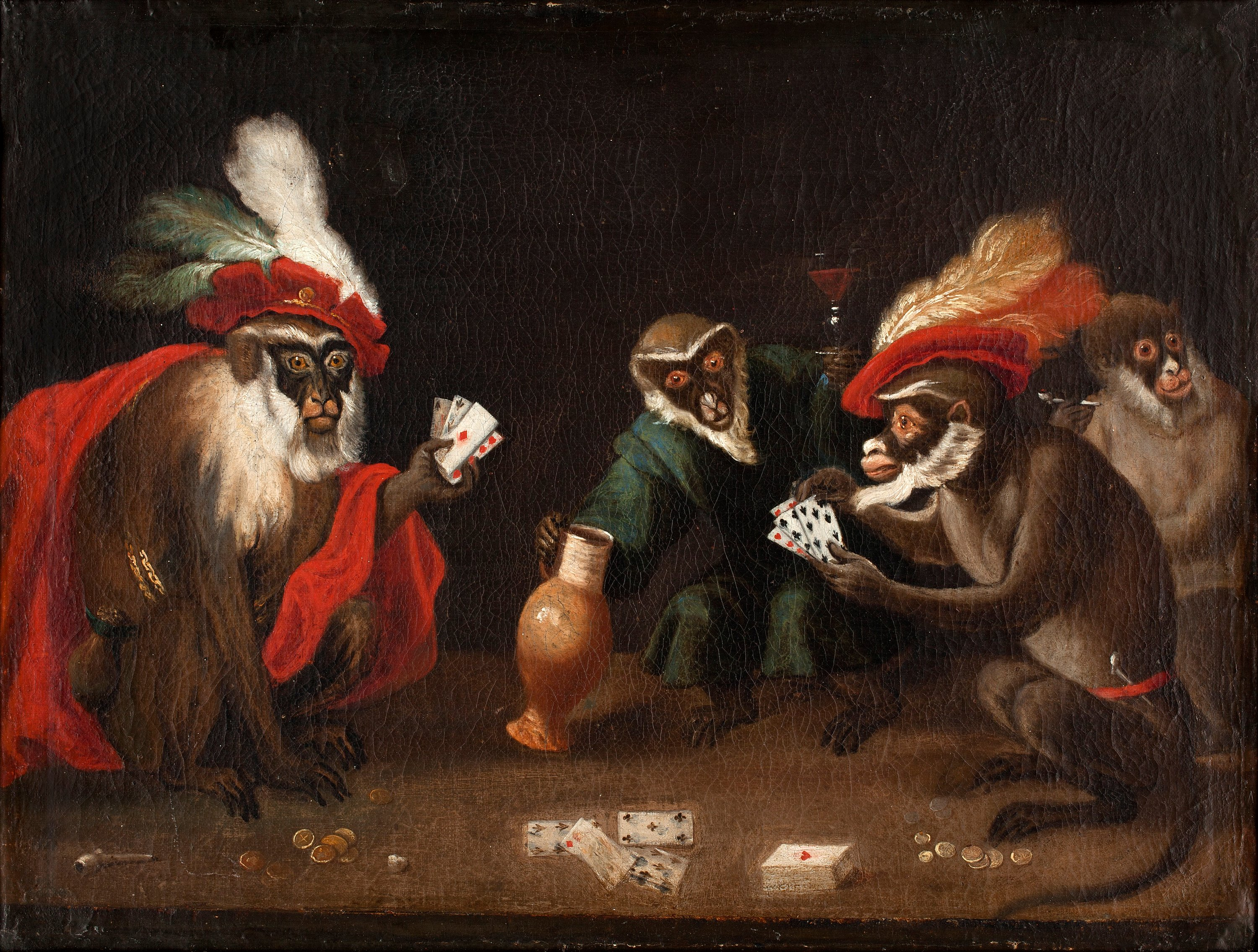
Singes jouant aux cartes (par un suiveur d'Abraham Teniers, n. d., coll. privée)

### Gravures

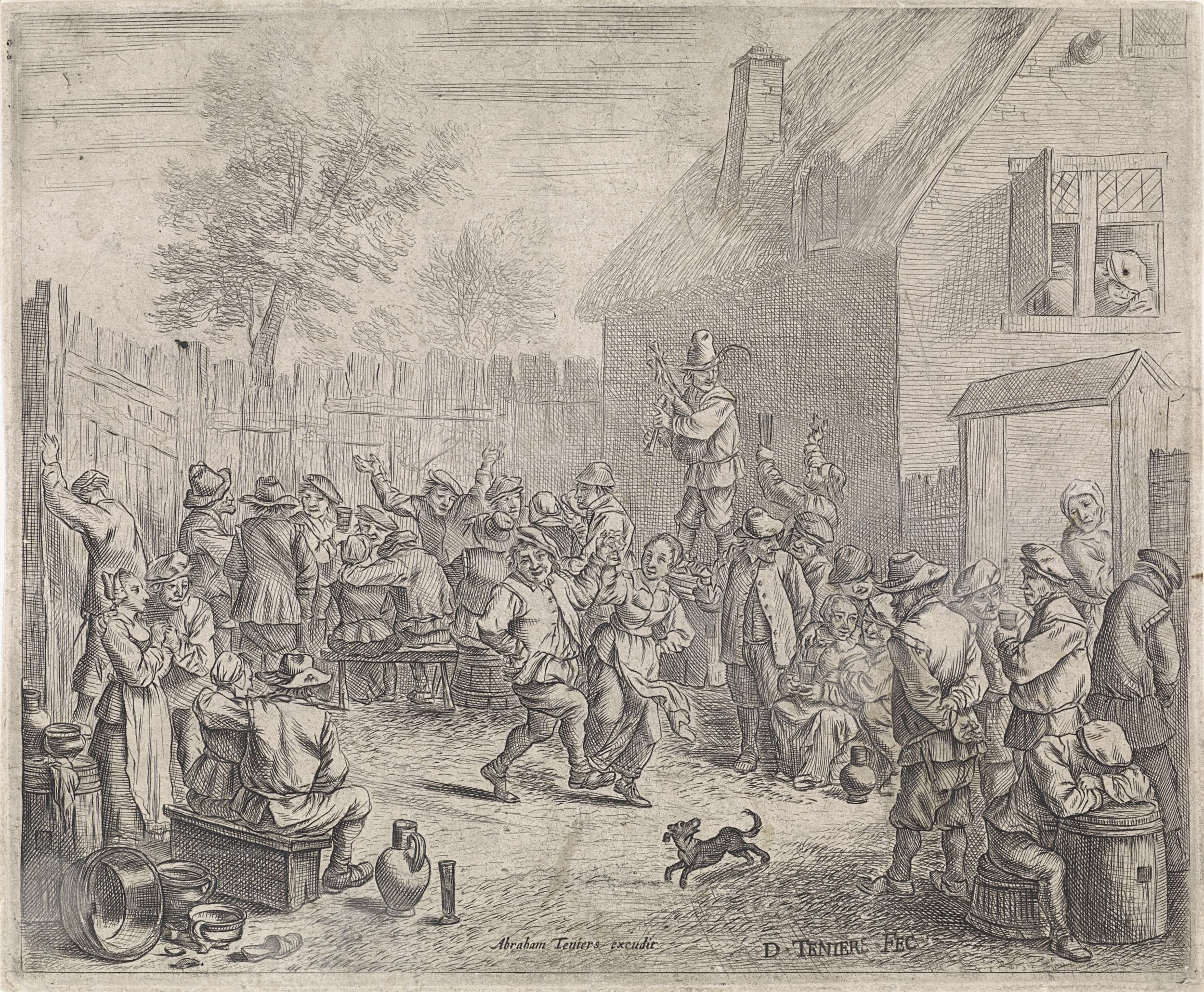
Foire du village, d'après David Teniers II (entre 1639 et 1690, Rijksmuseum Amsterdam).

Abraham Teniers est aussi un graveur de talent et il est connu pour ses gravures réalisées principalement d'après les œuvres de son frère David. Un exemple est la gravure par Abraham de la Foire du village d' après un dessin de David.

### Publication
Abraham Teniers a également été actif en tant qu'éditeur. Il est responsable de l'édition du Theatrum Pictorium (« Le Théâtre de la Peinture », 1660), projet initié par son frère David pour réaliser un ensemble de gravures de l'ensemble de la collection d'art de l'archiduc Léopold-Guillaume. Comme David était le directeur de cette collection d'art, il avait conçu ce plan, mais finalement plusieurs graveurs ont produit une série de 246 planches (dont 243 représentaient environ la moitié des peintures italiennes qui appartenaient alors à l'archiduc). Abraham Teniers a publié la première édition en 1658 sous forme de feuilles mobiles et non numérotées[réf. nécessaire].
Abraham a également publié des gravures réalisées par divers graveurs d'après l'œuvre de son frère David[réf. nécessaire].